# شیب گوره
شیب گوره ، روستایی است از توابع بخش مرکزی شهرستان زهک در استان سیستان و بلوچستان.
این روستا در شهرستان زهک قرار دارد و بر اساس سرشماری سال ۱۳۸۵ جمعیت آن (۲۱۰ خانوار) ۱٬۰۸۰ نفر 
بوده است.